# Активна група
Активна група је форма групног учешћа која може имати специфично планирану терапеутску сврху, у којој учесници раде на програму од заједничког интереса. Чланови су укључени у активности у распону кувања, певања, ручних радова и сл. Историјски, активне групе су преовлађивале у раном групном социјалном раду, посебно у организацијама за младе. Њихова примарна оријентација окренута је учењу социјалних вештина, развоју ефективних међуљудских односа, укључивању у демократски процес одлучивања и сл. У новије време активне групе могу се пронаћи у центрима за рекреацију, домовима за старе, установама за ментално здравље и сл.